# Leonie Brandis
Leonie Brandis (* 13. September 1977 in Darmstadt) ist eine deutsche Schauspielerin.

## Leben
Während der Schulzeit spielte Brandis im Jugendclub des Staatstheater Darmstadt. Nach dem Abitur begann sie 1997 das Studium an der Westfälischen Schauspielschule Bochum, das sie im Jahr 2001 abschloss. Anschließend spielte sie am Schauspielhaus Bochum unter Leander Haussmann. Es folgten Engagements am Schauspielhaus Hannover (2001 bis 2003) und am Schauspiel Leipzig (2004/2005) unter Wolfgang Engel, sowie am Prinz Regent Theater Bochum und dem Theater unterm Dach in Berlin.
2002 absolvierte Leonie Brandis einen Filmschauspielkurs an der Filmakademie Baden-Württemberg, bei den Dozenten Leander Haussmann, Tom Toelle, Alexander May.
Ihr Kameradebüt hatte sie 2003 in der SWR Produktion Für immer für Dich, gefolgt von zahlreichen weiteren Arbeiten für Film und Fernsehen.
2014 übernahm sie eine durchgehende Hauptrolle in der neuen ARD-Serie Dating Daisy in der Regie von Züli Aladag, die im Herbst 2014 ausgestrahlt wurde.

## Filmografie (Auswahl)
- 2003: Für immer für Dich
- 2004: Berlin, Berlin: Held des Jahres / Sei hart
- 2004: Die letzte Schlacht
- 2004: Tompson Musik
- 2005: SOKO Leipzig: Liebe macht blind
- 2005: Vorsicht Schwiegermutter!
- 2005: Still on Earth
- 2006: Küstenwache
- 2007: 1. Mai – Helden bei der Arbeit
- 2007: Der Baader Meinhof Komplex
- 2007: Wucht
- 2008: So glücklich war ich noch nie
- 2008: Willkommen zu Hause
- 2009: Jerry Cotton
- 2009: KDD – Kriminaldauerdienst
- 2010: Polnische Ostern
- 2010, 2022: SOKO Köln (Fernsehserie, 2 Folgen)
- 2012: Dating Daisy
- 2014: Kommissarin Heller – Der Beutegänger
- 2014: Dating Daisy
- 2015: Brief an mein Leben[2]
- 2018: Bettys Diagnose: Einer für den anderen
- 2021: In aller Freundschaft – Die jungen Ärzte: Freigeschwommen
- 2025: Morden im Norden: Gefallene Götter